# Career Suicide
Career Suicide ist eine seit 2001 bestehende kanadische Hardcore-Band aus Toronto.

## Geschichte
Die Band Career Suicide gründete sich 2001 in der kanadischen Stadt Toronto durch einige Musiker, die schon längere Zeit in verschiedenen kleineren Projekten gespielt hatten. Gitarrist Jonah Falco und Bassist Mike Haliechuk spielten seit 2001 in der Band Fucked Up.
Ein Jahr nach der Gründung folgten zwei erste Demotapes sowie das gleichnamige Debütalbum der Gruppe. Neben einer EP folgte 2003 eine Tour, die die Band durch Europa führte. In dieser Zeit ergaben sich viele Line-Up-Veränderungen. Auch Mike Haliechuk verließ die Band.
Nach einigen veröffentlichten EPs 2004 und zwei Touren der Band durch Japan – die eine 2005, die andere ein Jahr später – begannen zum Winter 2006 die Arbeiten an einem neuen Album.
Zum Jahresende 2007 erschien mit Attempted Suicide das zweite Album der Band beim Label Deranged Records, das in Kanada und international große Beachtung und gute Kritiken bekam. Bei diesem Album war Brendan Ferrell, der vorher bei Government Warning und Direct Control spielte, als neuer Schlagzeuger dabei und gab dem Sound der Band einen letzten Schliff.
Erst 2008 folgte wieder eine Tour im Sommer durch das Vereinigte Königreich und Irland sowie die EP Cherry Beach.
Gitarrist Dallas Good, der auch als Sänger und Gitarrist bei The Sadies tätig war, verstarb 2022 an einer Herzkrankheit.

## Stil
Der Stil der Gruppe lässt sich gut mit schnellem, rauen Hardcore und Punk im Stile von Hardcore-Bands der frühen 1980er-Jahre beschreiben. War der Einfluss einfacheren Punk Rocks in den früheren Aufnahmen noch deutlicher zu hören, sind neuere Veröffentlichungen klarer dem Stil des frühen US Hardcore zuzuordnen.
Verglichen wird der Sound oft mit frühen Hardcore Gruppen wie den Angry Samoans, The Freeze, Germs oder den Jerry’s Kids.
In einem Interview 2007 sagte Martin Farkas zu dem Verhältnis der Band zu Hardcore und Punk:

„I think the line between what is punk and what is hardcore is really thin… a good rule of thumb for me has always been, ‘if it’s not punk, it’s not hardcore’ […]“

## Diskografie
- 2002: Career Suicide (EP, Kangaroo Records)
- 2002: Career Suicide (Ugly Pop Records)
- 2003: SARS(EP, Deranged Records)
- 2004: Anthology of Releases, 2001–2003 (Kangaroo Records / Deranged Records)
- 2004: Signals (EP, Slasher Records)
- 2004: Split-Album mit Jed Whitey (Deranged Records)
- 2005: Invisible Eyes (EP, Feral Ward Records)
- 2006: Anthology of Releases Vol. 2, 2003–2005 (Deranged Records)
- 2006: Attempted Suicide (Deranged Records)
- 2009: Cherry Beach (EP, Dirtnap Records)
- 2017: Machine Response (Static Shock Records)